# Kokendwaterreactor

Schema van de kokendwaterreactor 1: reactorvat, 2: brandstofelementen, 3: regelstaaf, 4: circulatiepomp, 5: regelaars, 6: stoomleiding, 7: leiding voedingswater, 8: turbine hoge druk, 9: turbine lage druk, 10: generator, 11: torninrichting, 12: condensor, 13: koelwater, 14: voorverwarming, 15: voedingswaterpomp, 16: koelwaterpomp, 17: turbinegebouw, 18: aansluiting elektriciteitsnet

Een kokendwaterreactor (Engels: boiling water reactor, BWR) is een type kernreactor van de tweede generatie. Een dergelijke reactor gebruikt gewoon ("licht") water, dat als moderator dient en tevens voor de productie van stoom wordt gebruikt, die direct naar de turbine wordt geleid. Dit laatste in tegenstelling tot de drukwaterreactor (Engels: pressurized water reactor, PWR), waar zeer heet water onder hoge druk eerst in een warmtewisselaar stoom produceert. De kokendwaterreactor werd in de jaren vijftig ontwikkeld door General Electric in samenwerking met enkele Amerikaanse nationale laboratoria.
Dit type is geschikt voor een kerncentrale om kernenergie te produceren uit kernbrandstof. Een verdere ontwikkeling is de advanced boiling water reactor.

## Lijst van BWR-reactoren in Duitsland
- Kerncentrale Brunsbüttel
- Kerncentrale Philippsburg
- Kerncentrale Isar
- Kerncentrale Krümmel
- Kerncentrale Gundremmingen
- Kerncentrale Würgassen

## Lijst van BWR-reactoren in Nederland
- Kerncentrale Dodewaard - gesloten

## Lijst van BWR-reactoren in Zwitserland
- Kerncentrale Leibstadt
- Kerncentrale Mühleberg

## Lijst van BWR-reactoren in Japan
| Reactor              | Plaats                       | Type | Megawatt elektriciteit | Status                                   | Operator                    |
| -------------------- | ---------------------------- | ---- | ---------------------- | ---------------------------------------- | --------------------------- |
| Fukushima I-1        | Futaba, Fukushima            | BWR  | 439                    | In dienst maart 1971 tot maart 2011      | 東京電力 - TEPCO            |
| Fukushima I-2        |                              | BWR  | 760                    | In dienst juli 1974 tot maart 2011       | 東京電力 - TEPCO            |
| Fukushima I-3        |                              | BWR  | 760                    | In dienst maart 1976 tot maart 2011      | 東京電力 - TEPCO            |
| Fukushima I-4        |                              | BWR  | 760                    | In dienst oktober 1978 tot maart 2011    | 東京電力 - TEPCO            |
| Fukushima I-5        |                              | BWR  | 760                    | In dienst april 1978 tot december 2013   | 東京電力 - TEPCO            |
| Fukushima I-6        |                              | BWR  | 1067                   | In dienst oktober 1979 tot december 2013 | 東京電力 - TEPCO            |
| Fukushima II-1       | Naraha, Fukushima            | BWR  | 1067                   | In dienst april 1982                     | 東京電力 - TEPCO            |
| Fukushima II-2       |                              | BWR  | 1067                   | In dienst februari 1984                  | 東京電力 - TEPCO            |
| Fukushima II-3       |                              | BWR  | 1067                   | In dienst juni 1985                      | 東京電力 - TEPCO            |
| Fukushima II-4       |                              | BWR  | 1067                   | In dienst augustus 1987                  | 東京電力 - TEPCO            |
| Hamaoka-1            | Omaezaki, Shizuoka           | BWR  | 515                    | In dienst maart 1976                     | 中部電力 - Chūbu Electric   |
| Hamaoka-2            |                              | BWR  | 806                    | In dienst november 1978                  | 中部電力 - Chūbu Electric   |
| Hamaoka-3            |                              | BWR  | 1056                   | In dienst augustus 1987                  | 中部電力 - Chūbu Electric   |
| Hamaoka-4            |                              | BWR  | 1092                   | In dienst september 1993                 | 中部電力 - Chūbu Electric   |
| Hamaoka-5            |                              | ABWR | 1380                   | In dienst januari 2005                   | 中部電力 - Chūbu Electric   |
| Higashidōri-1        | Higashidōri, Aomori          | BWR  | 1067                   | In dienst december 2005                  | 東北電力 - Tōhoku Electric  |
| Higashidōri-2        |                              | ABWR |                        | in opbouw sinds 2008                     | 東京電力 - TEPCO            |
| Higashidōri-3        |                              | ABWR |                        | In opbouw sinds 2010                     | 東北電力 - Tōhoku Electric  |
| Higashidōri-4        |                              | ABWR |                        | in opbouw sinds 2011                     | 東京電力 - TEPCO            |
| Kashiwazaki-Kariwa-1 | Kashiwazaki, Niigata         | BWR  | 1067                   | in dienst september 1985                 | 東京電力 - TEPCO            |
| Kashiwazaki-Kariwa-2 |                              | BWR  | 1067                   | in dienst september 1990                 | 東京電力 - TEPCO            |
| Kashiwazaki-Kariwa-3 |                              | BWR  | 1067                   | in dienst augustus 1993                  | 東京電力 - TEPCO            |
| Kashiwazaki-Kariwa-4 |                              | BWR  | 1067                   | in dienst augustus 1994                  | 東京電力 - TEPCO            |
| Kashiwazaki-Kariwa-5 |                              | BWR  | 1067                   | in dienst april 1990                     | 東京電力 - TEPCO            |
| Kashiwazaki-Kariwa-6 |                              | ABWR | 1315                   | in dienst november 1996                  | 東京電力 - TEPCO            |
| Kashiwazaki-Kariwa-7 |                              | ABWR | 1315                   | in dienst juli 1997                      | 東京電力 - TEPCO            |
| Onagawa-1            | Onagawa, Miyagi (prefectuur) | BWR  | 498                    | in dienst juni 1984                      | 東北電力 - Tōhoku Electric  |
| Onagawa-2            |                              | BWR  | 796                    | in dienst juli 1995                      | 東北電力 - Tōhoku Electric  |
| Onagawa-3            |                              | BWR  | 798                    | in dienst januari 2002                   | 東北電力 - Tōhoku Electric  |
| Shika-1              | Shika, Ishikawa              | BWR  | 505                    | in dienst juli 1993                      | 北陸電力 - RIKUDEN          |
| Shika-2              |                              | ABWR | 1358                   | in dienst maart 2006                     | 北陸電力 - RIKUDEN          |
| Shimane-1            | Kashima, Shimane, Mitsue     | BWR  | 439                    | in dienst maart 1974                     | 中国電力 - Chūgoku Electric |
| Shimane-2            |                              | BWR  | 789                    | in dienst februari 1989                  | 中国電力 - Chūgoku Electric |
| Shimane-3            |                              | ABWR | 1373                   | in opbouw, oplevering december 2011      | 中国電力 - Chūgoku Electric |
| Tokai-2              |                              | BWR  | 1056                   | in dienst november 1978                  | 日本原子力発電 - JAPC       |
| Tsuruga-1            | Tsuruga, Fukui               | BWR  | 341                    | in dienst maart 1970                     | 日本原子力発電 - JAPC       |
| JPDR-II              |                              | BWR  | 13                     | gewerkt van 1963 tot 1982                |                             |

## Nadelen
Stoom met radioactieve deeltjes komt ook buiten het zwaar beschermde reactorgebouw. Hierdoor is de kans op een radioactief lek groter en zijn de gevolgen bij een lek aan de turbine aanzienlijk groter in vergelijking met bijvoorbeeld bij een drukwaterreactor.